# Франсіс П'ясецький
Франсіс П'ясецький (фр. Francis Piasecki, 28 липня 1951, Таланж — 6 березня 2018, Страсбург) — французький футболіст, що грав на позиції півзахисника. По завершенні ігрової кар'єри — тренер.
Виступав, зокрема, за клуб «Страсбур», а також національну збірну Франції.
Чемпіон Франції.

## Клубна кар'єра
Народився 28 липня 1951 року в місті Таланж. Вихованець футбольної школи клубу «Мец». Дорослу футбольну кар'єру розпочав 1970 року в основній команді того ж клубу, в якій провів один сезон, взявши участь в 11 матчах чемпіонату. 
Згодом з 1971 по 1977 рік грав у складі команд «Валансьєнн», «Мец», «Сошо» та «Парі Сен-Жермен».
У 1977 році перейшов до клубу «Страсбур», за який відіграв 9 сезонів. Більшість часу, проведеного у складі «Страсбура», був основним гравцем команди. За цей час виборов титул чемпіона Франції. Завершив професійну кар'єру футболіста виступами за команду «Страсбур» у 1986 році.

## Виступи за збірну
У 1978 році дебютував в офіційних матчах у складі національної збірної Франції.
Загалом протягом кар'єри в національній команді, яка тривала 2 роки, провів у її формі 3 матчі.

## Кар'єра тренера
Розпочав тренерську кар'єру, ще продовжуючи грати на полі, 1985 року, очоливши тренерський штаб клубу «Страсбур». Досвід тренерської роботи обмежився цим клубом.
Помер 6 березня 2018 року на 67-му році життя у місті Страсбург.
| Дата      | Місто      | Господарі  | Результат | Гості      | Турнір            | Голи | Примітки |
| --------- | ---------- | ---------- | --------- | ---------- | ----------------- | ---- | -------- |
| 7-10-1978 | Люксембург | Люксембург | 1 – 3     | Франція    | Відбір до ЧЄ 1980 | -    |          |
| 8-11-1978 | Париж      | Франція    | 1 – 0     | Іспанія    | товариський матч  | -    |          |
| 25-2-1978 | Париж      | Франція    | 3 – 0     | Люксембург | Відбір до ЧЄ 1980 | -    |          |
| Усього    |            | Матчів     | 3         |            | Голів             | 0    |          |

## Титули і досягнення
- Чемпіон Франції (1):

«Страсбур»: 1978-1979